# گریز (آلبوم نادر گلچین)
گریز نام آلبومی است در سبک سنتی ایرانی با خوانندگی نادر گلچین و آهنگسازی فریدون شهبازیان که در سال ۱۳۸۴ توسط موسسه راویان هنر شرق منتشر شد. این آلبوم در واقع بازنشر دو اثر قدیمی به نام‌های «گریز» و «بر تربت حافظ» است که فریدون شهبازیان و نادر گلچین به صورت مشترک در اوایل دهه‌ی ۵۰ و در برنامه‌ی گل‌های تازه ۱۷۷ و ۱۶ منتشر کرده بودند.   
گوینده: آذردخت پژوهش

## فهرست آهنگ‌ها
موسیقی همهٔ ترانه‌ها توسط فریدون شهبازیان ساخته شده‌است.
| شماره      | نام                                          | سراینده      | آهنگساز         | مدت   |
| ---------- | -------------------------------------------- | ------------ | --------------- | ----- |
| ۱.         | «مقدمه ارکستر و آواز "گریز"»                 | هوشنگ ابتهاج | فریدون شهبازیان | ۰۵:۵۱ |
| ۲.         | «دکلمه - ساز و آواز "گریز"»                  | هوشنگ ابتهاج | فریدون شهبازیان | ۱۷:۲۱ |
| ۳.         | «قطعه ارکسترال "گریز"»                       | هوشنگ ابتهاج | فریدون شهبازیان | ۰۱:۴۰ |
| ۴.         | «دکلمه - مقدمه ارکستر "بر تربت حافظ"»        | حافظ         | فریدون شهبازیان | ۰۷:۲۸ |
| ۵.         | «دکلمه - ساز و آواز "بر تربت حافظ"»          | حافظ         | فریدون شهبازیان | ۱۶:۱۴ |
| ۶.         | «راپسودی برای سنتور و ارکستر "بر تربت حافظ"» | حافظ         | فریدون شهبازیان | ۰۳:۴۷ |
| مجموع مدت: | مجموع مدت:                                   | مجموع مدت:   | مجموع مدت:      | ۵۲:۲۱ |

### هنرمندان
- آواز: نادر گلچین
- آهنگساز: فریدون شهبازیان
- ویولن: حبیب‌الله بدیعی
- تار: فرهنگ شریف
- سنتور: بهناز ذاکری